# Công viên tự nhiên quốc gia Synevir
Công viên tự nhiên quốc gia Synevir (tiếng Ukraina: Національний парк «Синевир») là một vườn quốc gia nằm tại tỉnh Zakarpattia, phía tây nam Ukraina. Được thành lập vào năm 1974 với diện tích 40.400 hécta (404 km2), nơi đây có cảnh quan tự nhiên ấn tượng với thác nước, hồ nước, rừng, và hệ động thực vật vô cùng đa dạng. Hồ Synevir là điểm tham quan hấp dẫn của vườn quốc gia này.

## Hình ảnh

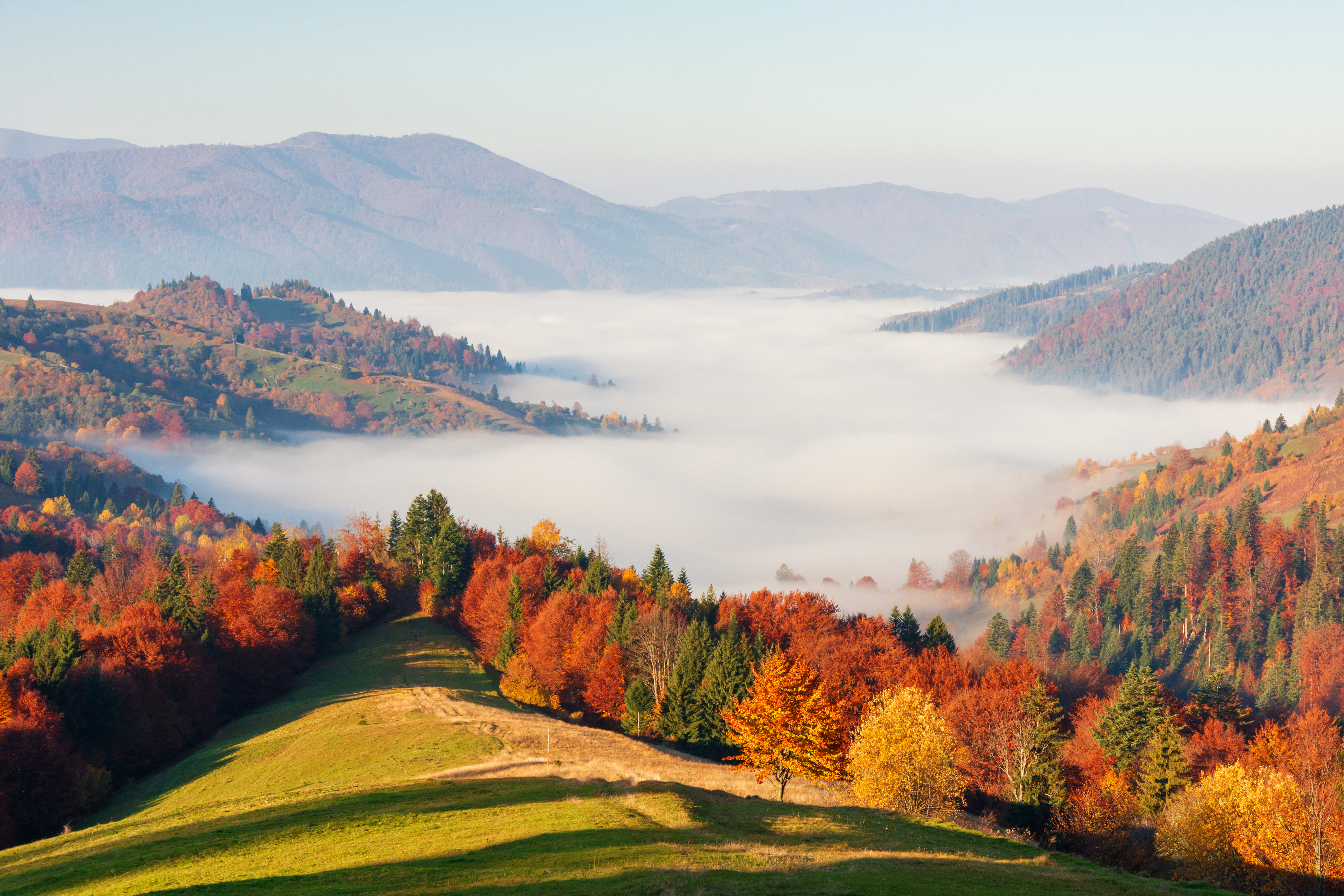
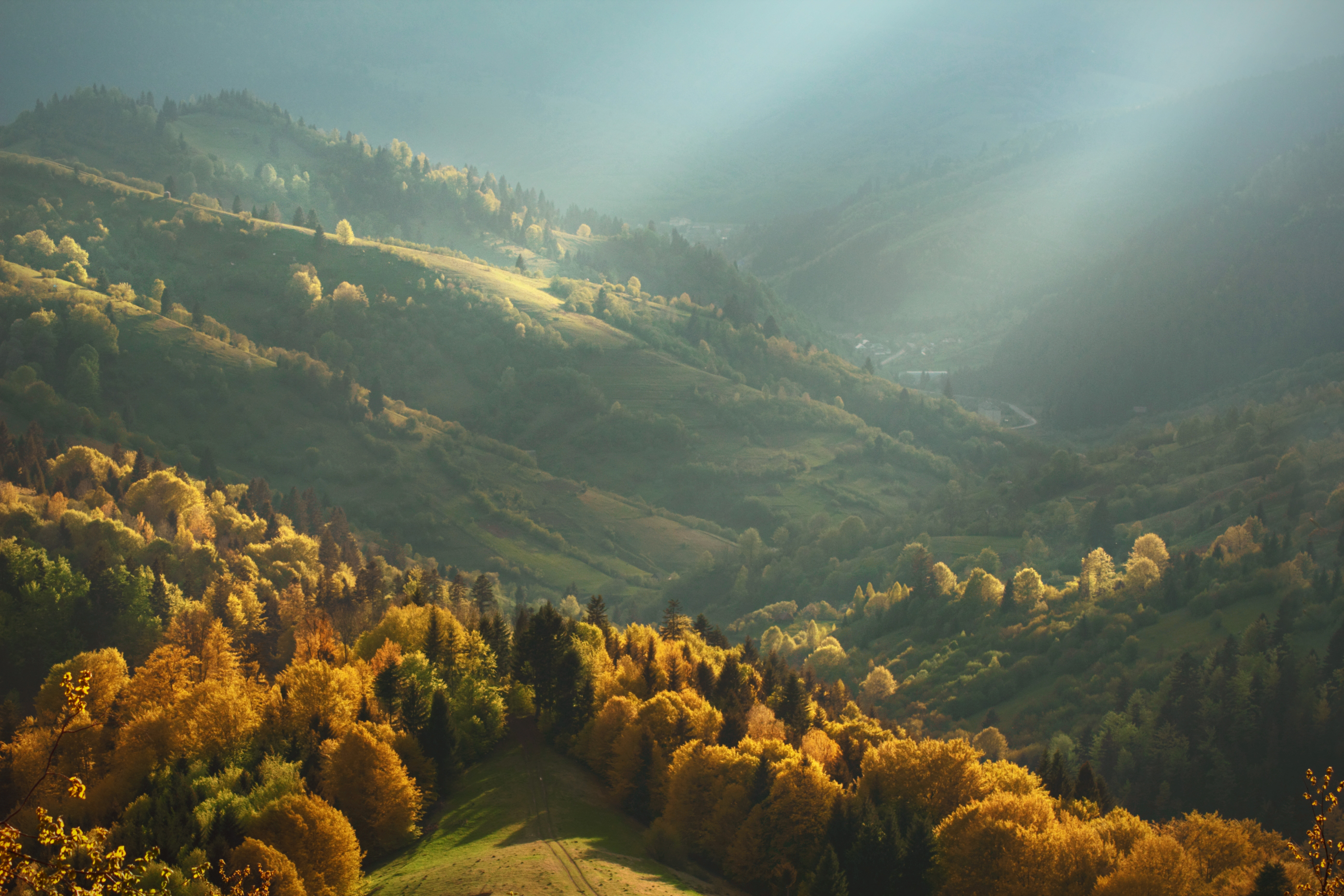
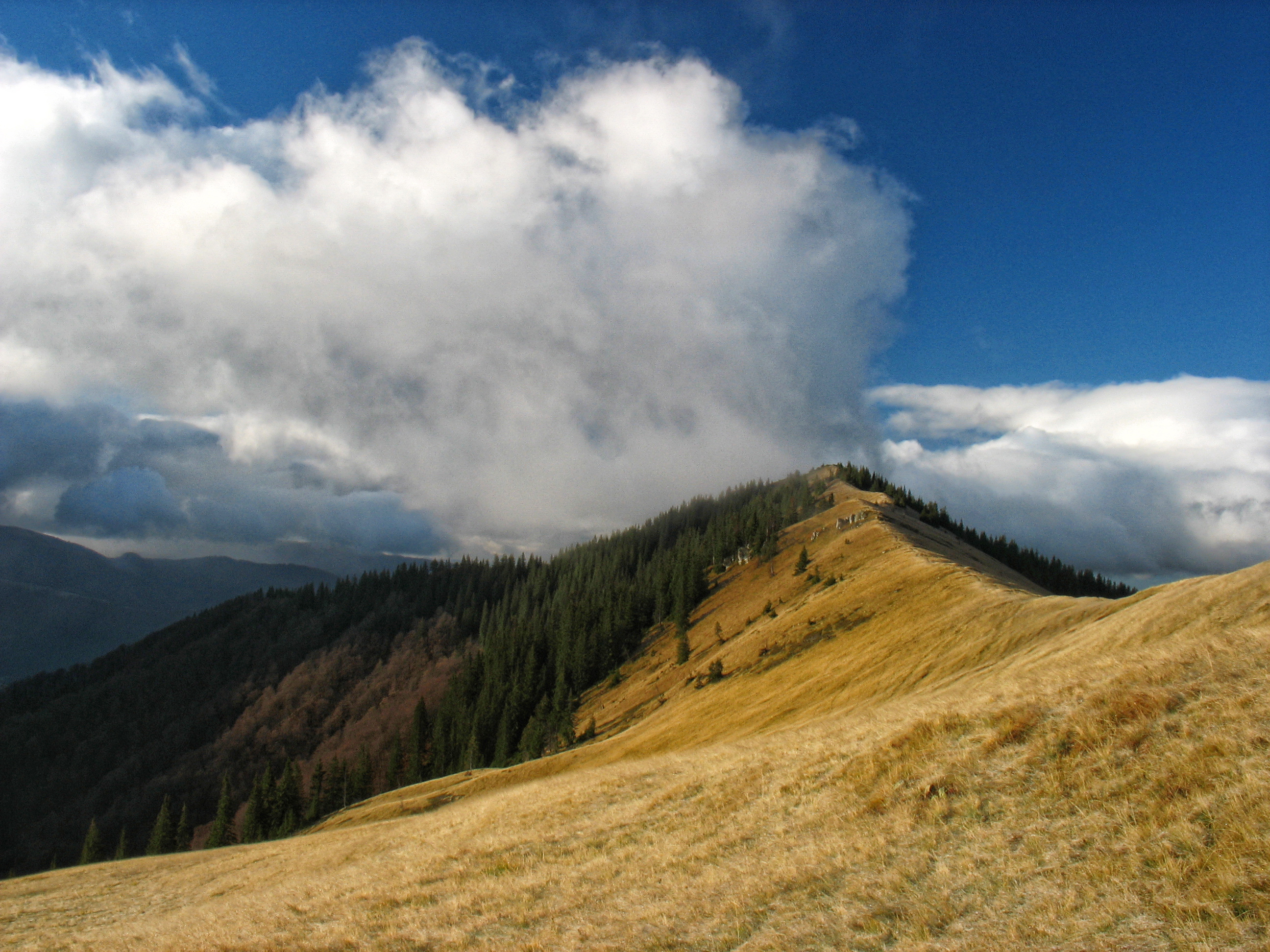
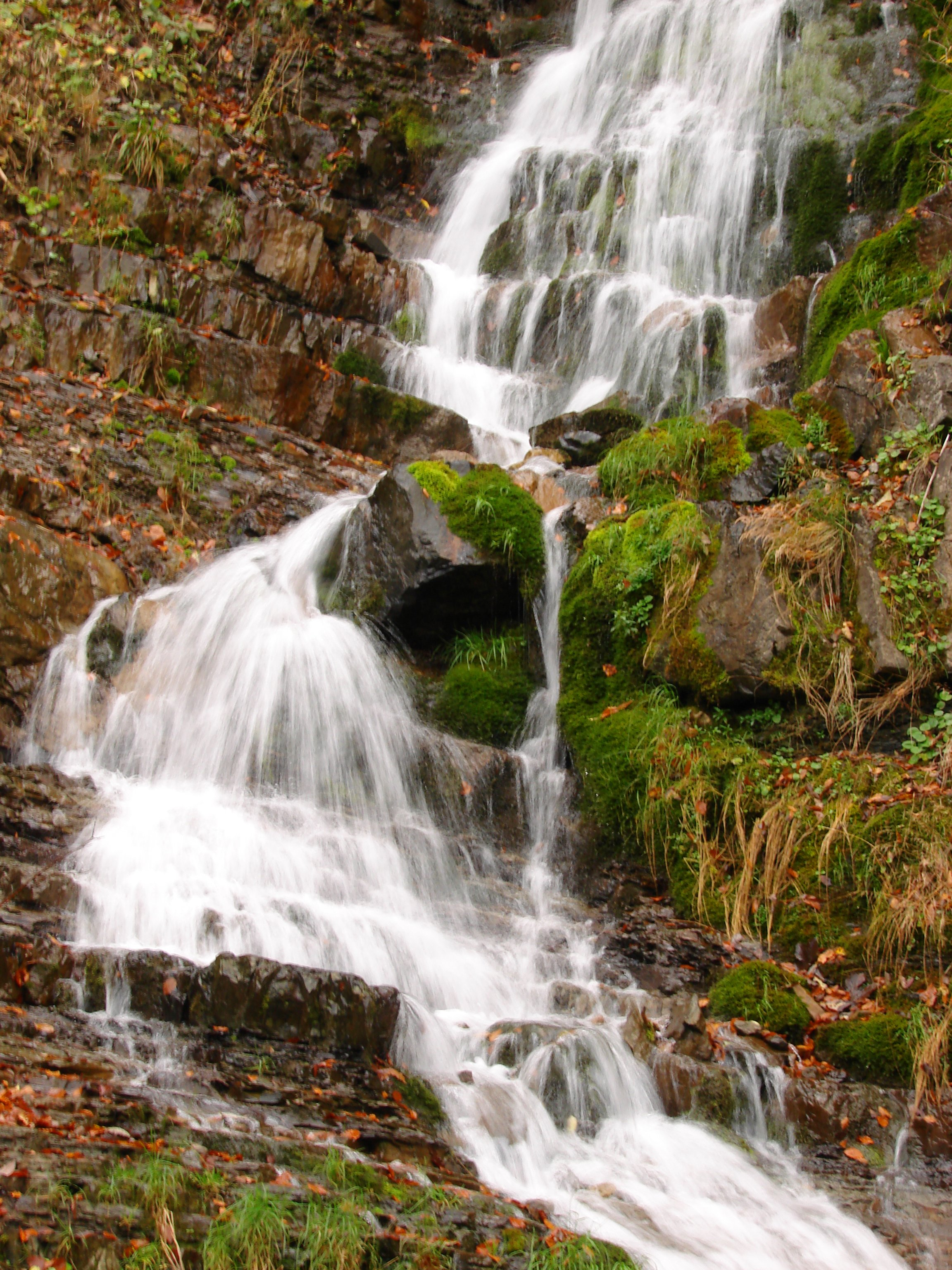
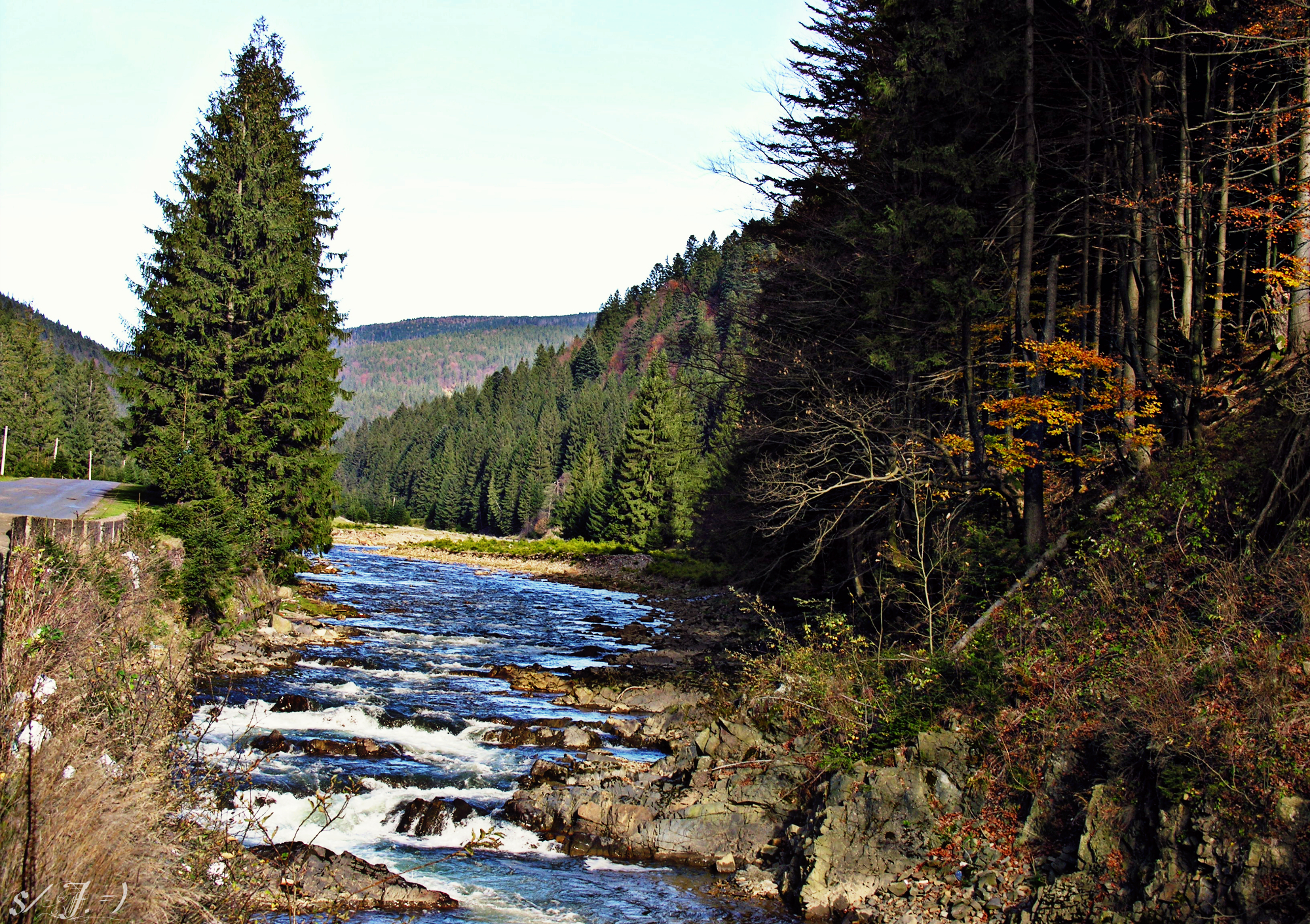
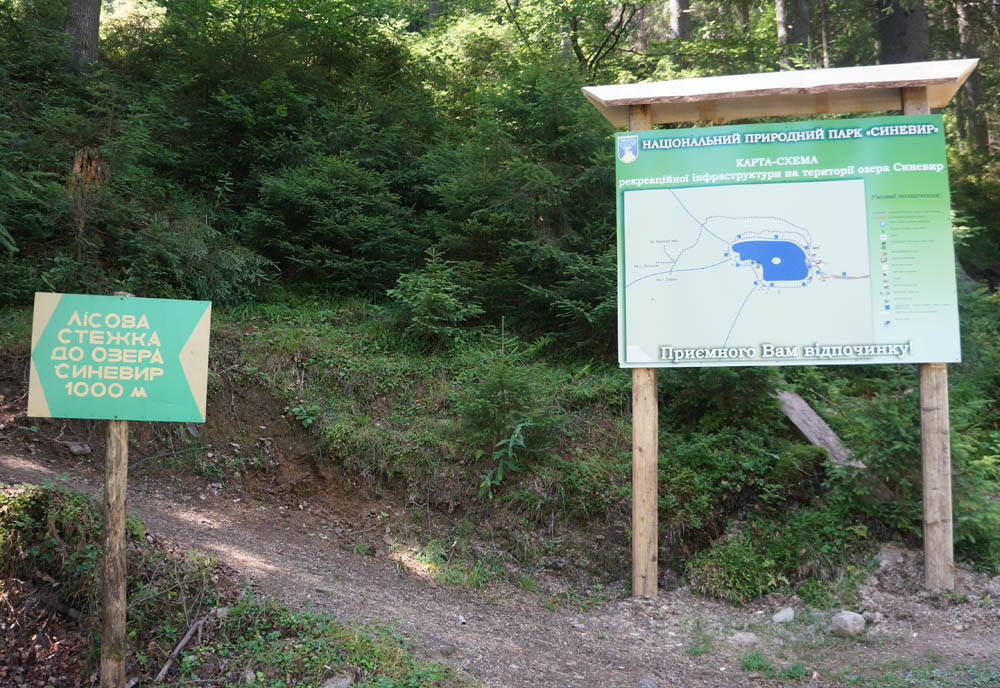
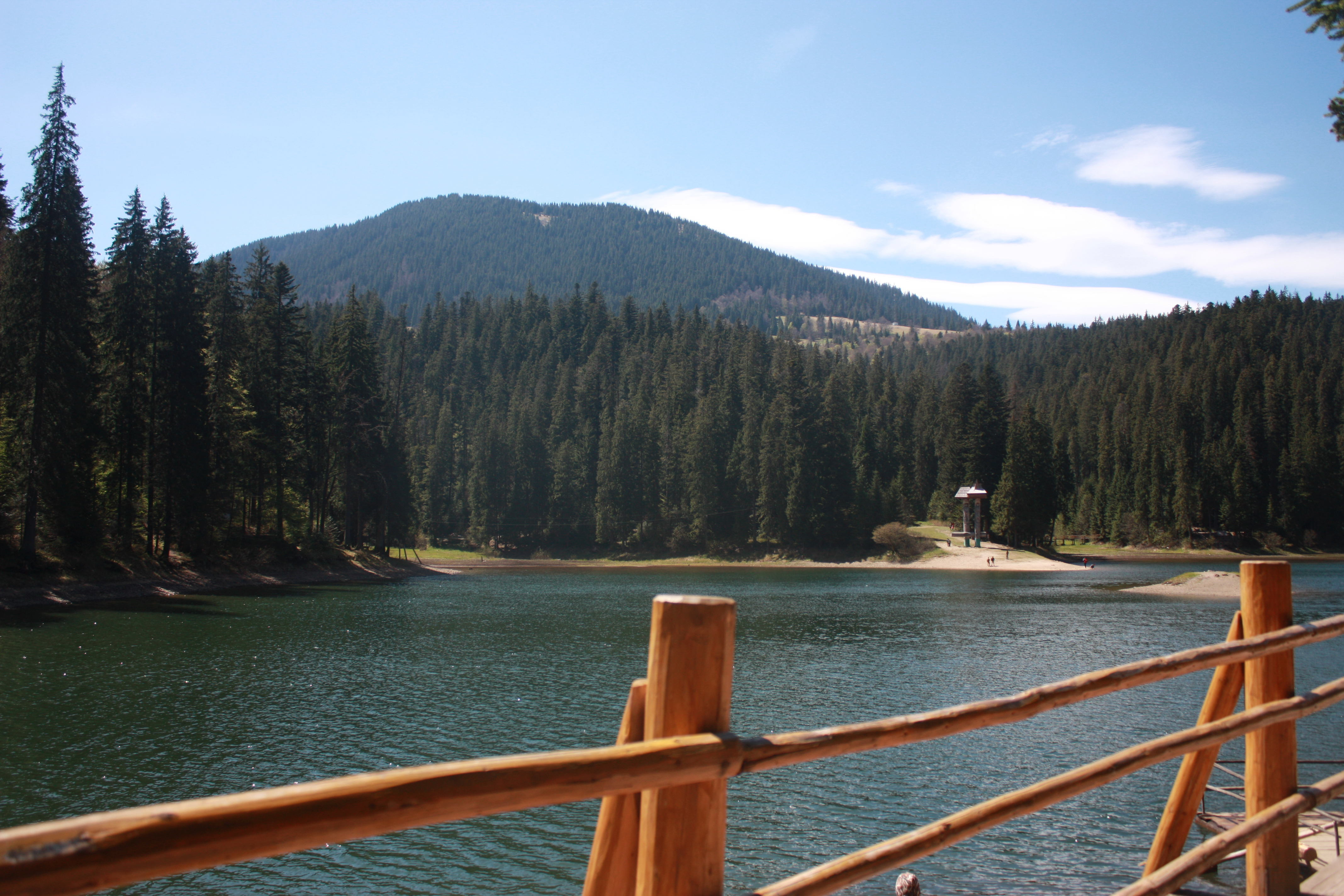